# Xã Nickerson, Quận Pine, Minnesota
Xã Nickerson (tiếng Anh: Nickerson Township) là một xã thuộc quận Pine, tiểu bang Minnesota, Hoa Kỳ. Năm 2010, dân số của xã này là 167 người.